# Endavant
|  | Aquest article tracta sobre el partit polític català. Vegeu-ne altres significats a «Endavant (Flandes)». |

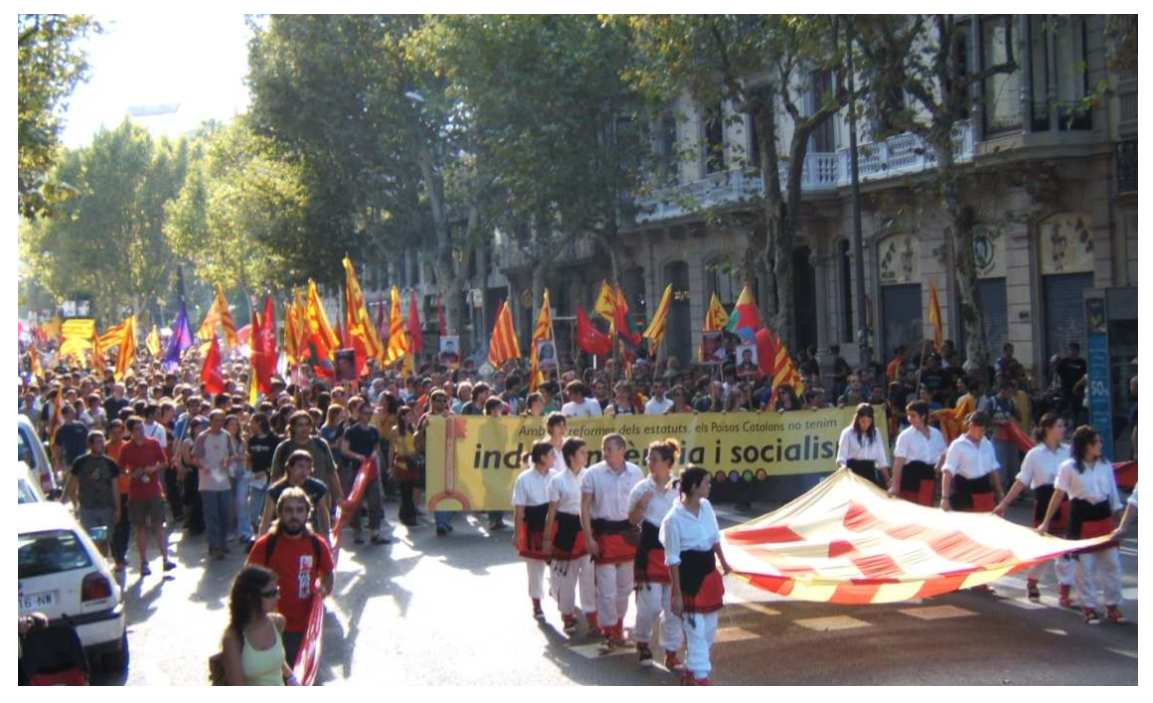
Manifestació l'onze de setembre del 2005.

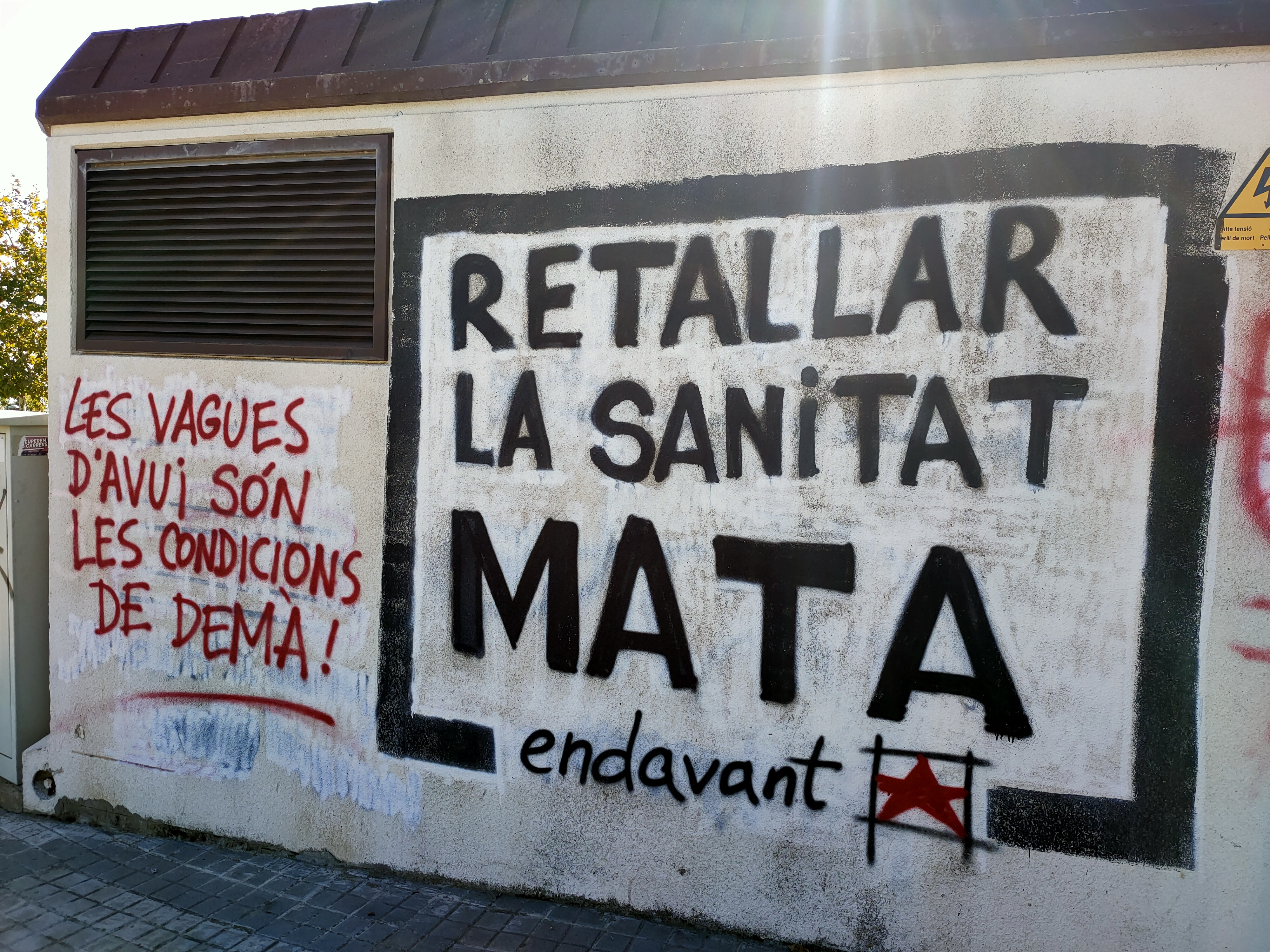
Mural contra les retallades a la Sanitat pública.

Endavant (Organització Socialista d'Alliberament Nacional), més coneguda com a Endavant (OSAN) o simplement Endavant, és una organització independentista i socialista catalana emmarcada dins l'Esquerra Independentista. Representa la branca més anticapitalista, marxista, partidària d'una estratègia unitària de Països Catalans i més reticent a la política institucional de l'entorn de la CUP, contraposada sovint a Poble Lliure.

## Història
Neix el juliol del 2000 a partir de persones provinents de la dissolució de la Plataforma per la Unitat d'Acció i d'altres organitzacions i col·lectius independentistes i vinculats a moviments socials com el moviment okupa, moviment contra la precarietat laboral, o la solidaritat internacionalista.
A més de la reclamació de la independència dels Països Catalans, ha prioritzat el treball amb moviments socials i en lluites de l'esquerra anticapitalista catalana com la lluita contra la precarietat laboral.
Va participar en la Campanya contra Constitució Europea, arran del referèndum del febrer de 2005, criticant-ne aspectes socials pel seu caràcter neoliberal, i la manca de reconeixement dels drets nacionals catalans. Ha format part també de coordinadores com la Xarxa contra els Tancaments d'Empreses i la Precarietat, que agrupa sindicats i col·lectius d'esquerra, així com de diverses iniciatives de suport a treballadors en lluita, contra la crisi, o a favor de les mobilitzacions d'estudiants en defensa de l'ensenyament públic.
Ha donat suport a les eleccions municipals a les Candidatures d'Unitat Popular (CUP) i hi ha participat en diferents localitats. També dona suport a la desobediència civil.
Les principals mobilitzacions, conjuntament amb la resta de l'esquerra independentista, les ha convocat en diades com l'Onze de Setembre, el Nou d'Octubre, el 31 de desembre, el 23 d'abril o el 25 d'abril i el Primer de Maig. Edita la revista Tanyada.
En el referèndum de la Constitució europea va demanar el No en considerar que aquesta no reconeixia els drets nacionals dels Països Catalans i reforçava el procés de construcció europea des de posicions econòmiques de caràcter neoliberal. L'any 2006 es va oposar a les reformes dels estatuts d'autonomia del Principat de Catalunya, el País Valencià i les Illes en entendre que no preveien el dret democràtic a l'autodeterminació i suposaven, al seu parer, continuar amb el model de l'estat de les autonomies sorgit del procés de reforma franquista. En aquest context va demanar el vot negatiu en el referèndum del Principat, al costat de la resta de forces independentistes.
Des de l'abril de 2007, impulsa conjuntament amb la resta de forces de l'Esquerra Independentista, com Maulets, la CAJEI o el Sindicat d'Estudiants dels Països Catalans, la campanya "300 anys d'ocupació, 300 anys de resistència", que reclama la independència dels Països Catalans, coincidint amb el tercer centenari de la batalla d'Almansa que acabaria amb la pèrdua de les llibertats catalanes arran de la imposició dels decrets de Nova Planta. També ha participat activament en diferents campanyes de desobediència com la que dugué a desenes d'independentistes als tribunals espanyols per la crema de retrats dels monarques espanyols. Defensà aquests actes afirmant "que la crema de la imatge dels Borbons és legítima, perquè és l'expressió del poble en contra d'un rei hereu directe del règim franquista".
Des del 2008, ha impulsat, de forma conjunta amb altres organitzacions independentistes, la coordinació i les mobilitzacions conjuntes a nivell nacional en la Coordinadora de l'Esquerra Independentista, i a nivell local i comarcal en diferents coordinadores com la del Camp, Vallès Oriental, Barcelonès, Esquerra Independentista de la Plana les comarques del Sud del País Valencià i a Mallorca entre d'altres.
Donà suport a les Consultes per la independència celebrades en nombroses localitats catalanes els anys 2009 i 2010 considerant que "els catalans hem de tenir el dret d'expressar lliurement si com a nació volem constituir-nos com a Estat independent respecte d'Espanya i França", valorava que les mateixes suposaven una demostració de força per part de l'independentisme i cridava a dur el procés més enllà amb la "desobediència civil", donant caràcter oficial a les mateixes des dels ajuntaments i desafiant la legalitat espanyola, i reivindicava el marc dels Països Catalans.
Cridà a la participació en les vagues generals contra els polítiques econòmiques dels governs espanyols de Jose Luís Rodríguez Zapatero, el 29 de setembre de 2010 i Mariano Rajoy el 29 de març de 2012 i el 14 de novembre de 2012, participant en les mobilitzacions que suposaren nombroses detencions de militants independentistes, així com a les mobilitzacions contra les retallades socials a càrrec dels governs autonòmics d'Artur Mas, Francisco Camps, Alberto Fabra i José Ramon Bauzá arreu dels Països Catalans. Estengué a partir de 2010 també l'activitat a Mallorca, amb iniciatives com "A Mallorca en Català" en què acusà a càrrecs i diputats del PP de ser 'enemics del català'.
L'any 2012 impulsà la campanya "Sense sobirania econòmica no hi ha independència" remarcant que "la veritable independència no és el pacte fiscal, i tampoc no ho és la submissió a la UE, el FMI, o els mercats". En les eleccions al Parlament de Catalunya del 25 de novembre de 2012 va donar suport a la Candidatura d'Unitat Popular-Alternativa d'Esquerres, a les llistes de la qual hi figuraven diversos dels seus militants com Isabel Vallet i Sànchez, quarta de la llista per Barcelona, que va ser escollida diputada al Parlament de Catalunya en substitució de Georgina Rieradevall i Tarrés el 4 de juny de 2013. També n'és membre Anna Gabriel, que va ser escollida diputada al Parlament de Catalunya per la CUP a les eleccions de 2015 i actualment es troba a l'exili a Suïssa, Laia Estrada i Carles Riera, diputats del grup parlamentari de la CUP al Parlament de Catalunya.
En els anys següents potencià l'aposta pel feminisme, com un dels eixos de la seva `política, al costat de l'independentisme i el socialisme.
En relació al procés polític sobiranista de Catalunya, Endavant, com el conjunt de l'esquerra independentista, va donar suport a les mobilitzacions populars i a la creació dels CDR, impulsant l'autoorganització popular que va fer possible mantenir centenars de col·legis i punts de votació oberts l'1 d'octubre de 2017, donà suport igualment a la vaga general del 3 d'octubre i a les diferents mobilitzacions i vagues convocades contra la repressió de l'estat espanyol i en suport als presos i centenars de represaliats, cridant a evitar un retorn a la normalitat amb mobilitzacions i accions contra la Guardia Civil i la Policia, especialment actives quan aquests cossos han realitzat operacions contra membres de CDR i altres independentistes. Després que el govern fes marxa enrere i no apliqués el resultat del referèndum, convocant les eleccions autonòmiques del 21 de desembre de 2018, criticà el paper dels partits sobiranistes del govern denunciant la manca de voluntat política real i sinceritat del govern:" Les conseqüències d’haver malbaratat aquell capital polític fonamentat en la mobilització popular han estat nefastes", així com denuncià l'anomenat 'govern efectiu' instal·lat després de les eleccions i l'aplicació de l'article 155 i el paper d'aquest govern i la policia autonòmica en la repressió als carrers contra mobilitzacions independentistes i socials. Malgrat això, denuncià en tot moment les represàlies i repressió espanyoles i reclamà la llibertat dels presos. En aquest sentit participà i donà suport en les àmplies mobilitzacions i accions de la revolta d'octubre de 2019 desencadenada per la sentència del judici a diferents càrrecs del govern pels fets d'octubre de 2017.
Ha sostingut posteriorment que l'autodeterminació segueix sent la clau per a una ruptura i un procés de transformació social i que cal un camí propi de l'esquerra independentista basat en la independència, la unitat popular i la construcció nacional dels Països Catalans, criticant tant les respostes federalistes o de reforma de l'estat espanyol com l'anomenat 'processisme' o gesticulació i simbologia sobiranista sense concreció pràctica. S'ha mostrat també crític amb els governs autonòmics del País Valencià i les Illes, entenent en general que els governs autonòmics "són incapaços de fer avançar en la sobirania política i econòmica necessàries per conquerir drets efectius per al conjunt de les classes populars."
També ha participat en el moviment en defensa del dret a l'habitatge, on molts dels seus militants treballen dins les desenes de sindicats i grups d'habitatge que s'enfronten diàriament als desnonaments, un fenomen que afecta centenars de famílies cada dia. També han denunciat que malgrat els anuncis governamentals de suspensió dels desnonaments, aquests segueixen produint-se diàriament
Durant l'epidèmia de l'any 2020, va impulsar, amb el suport de nombrosos col·lectius i organitzacions, la iniciativa "Recuperem els carrers, vida abans que capital" per denunciar les retallades socials i mesures adoptades arrel de la crisi sanitària que perjudicaven les classes populars, a més de la repressió dels cossos policials i el desplegament de les forces espanyoles durant els primers mesos de l'epidèmia, convocant centenars de concentracions arreu dels Països Catalans. Insistí així mateix que la independència és necessària davant uns estats i institucions que han demostrat la seva ineficàcia durant la crisi sanitària i conjuntament amb l'esquerra independentista recriminà al Govern "que no faci passos cap a la independència i reprimeixi les mobilitzacions" independentistes i socials.

## Estructura i implantació
La base organitzativa d'Endavant-OSAN són les assemblees o nuclis locals agrupats en assemblees comarcals. Al País Valencià té assemblees a l'Alacantí, la Marina, el Comtat (Beniarrés), la Safor, la Ribera, la Costera, la Plana Alta (Castelló) i la Plana Baixa (Vila-Real, Onda), el Sènia i l'Horta. Al Principat de Catalunya té assemblees al Barcelonès (amb nuclis a Sants, Gràcia, Eixample, Poble nou, Nou Barris, Horta-Guinardó i Sant Andreu), Vallès Occidental, Vallès Oriental, Osona, Ripollès, Nord Oriental (Gironès, la Selva, Empordà), Alt Urgell, Ponent (Lleida), Tarragonès, Baix Camp, Penedès, Anoia, Garraf, Baix Llobregat (Gavà, Sant Feliu, El Prat, Olesa, Molins, Esplugues, Martorell), Bages i Maresme. A Les Illes, l'assemblea de Mallorca.
Endavant forma part de la Taula de l'Esquerra Independentista, organisme que coordina el conjunt del moviment de l'Esquerra Independentista, està formada per Sindicat d'Estudiants dels Països Catalans, Arran, Alerta Solidària, Endavant OSAN, la Coordinadora Obrera Sindical i la Candidatura d'Unitat Popular. És en aquest marc que fa públics els seus posicionaments polítics col·lectius i convoca les mobilitzacions de les diferents diades independentistes dels Països Catalans o jornades com l'1 de maig o el 8 de març.
Publica la revista Tanyada, revista d'actualitat i reflexió política que es publica online i en paper.